# Waddington-Bucht
Die Waddington-Bucht (französisch Baie Waddington, spanisch Bahía Waddington, englisch Waddington Bay) ist eine Bucht unmittelbar nördlich des Kap Tuxen an der Graham-Küste des Grahamlands auf der Antarktischen Halbinsel.
Erstmals in Teilen kartiert wurde die Bucht 1898 von Teilnehmern der Belgica-Expedition (1897–1899) unter der Leitung des belgischen Polarforschers Adrien de Gerlache de Gomery. Eine detailliertere Kartierung erfolgte während der Fünften Französischen Antarktisexpedition (1908–1910) unter der Leitung des Polarforschers Jean-Baptiste Charcot. Charcot benannte die Bucht nach dem französischen Politiker Richard Waddington (1838–1913), damals Präsident der Handelskammer von Rouen.